# Wehrlosigkeit
Wehrlos ist, wer infolge Arglosigkeit zur Selbstverteidigung außerstande oder in seiner Verteidigung stark eingeschränkt ist.
Die Begriffsinhalte der Wehrlosigkeit im allgemeinen Sprachgebrauch und im Strafrecht decken sich weitgehend. Voraussetzung ist, dass jemand gerade aufgrund seiner Arglosigkeit wehrlos ist. Arglosigkeit liegt bereits dann vor, wenn die Zeitspanne zwischen dem Erkennen der Gefahr und dem unmittelbaren Angriff so kurz bemessen ist, dass keine Möglichkeit bleibt, dem Angriff irgendwie zu begegnen. Auch die Hilflosigkeit und Schutzlosigkeit sind ebenso Merkmale der Wehrlosigkeit wie unvorhersehbare überraschende Angriffe aus dem Hinterhalt. Die Verteidigung ist stark eingeschränkt, wenn das Opfer physische oder psychische Verteidigungshindernisse nicht überwinden kann. Hätte sich das Opfer dagegen auch bei Kenntnis des bevorstehenden Angriffs nicht verteidigen können, scheidet Wehrlosigkeit aus. Dies wird im allgemeinen Sprachgebrauch noch von Wehrlosigkeit erfasst. Zwischen Arglosigkeit und Wehrlosigkeit besteht ein Kausalzusammenhang. Der Täter muss die Umstände wahrgenommen haben, aus denen sich die Arg- und Wehrlosigkeit ergibt.
Das bewusste Ausnutzen von Arg- und Wehrlosigkeit wird als Heimtücke bezeichnet. Dies spielt insbesondere in der Rechtswissenschaft eine Rolle, da Heimtücke ein Mordmerkmal darstellt.
Die mennonitische „Wehrlosigkeit“ bezeichnete die Einstellung, sich nicht mit Waffen zu verteidigen, z. B. wenn sie um ihres Glaubens willen verfolgt wurden.